# Függővölgy

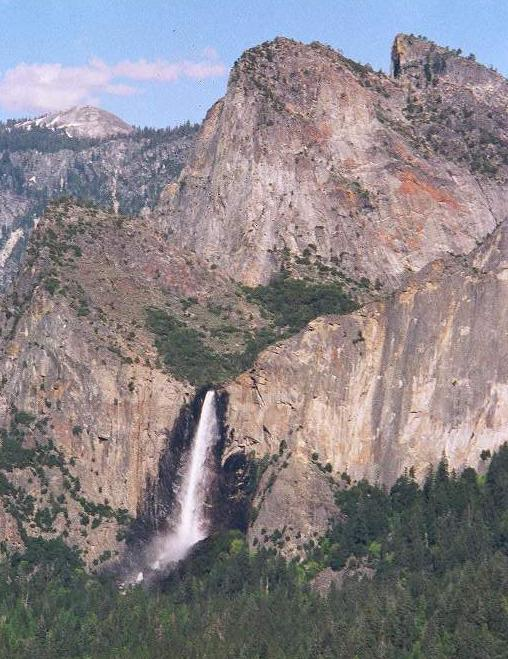
Függővölgy vízeséssel a Yosemite Nemzeti Parkban

Függővölgynek nevezzük azokat a mellékvölgyeket, amelyek a fővölgybe jelentős magasságkülönbséggel, tereplépcsővel csatlakoznak. Az, hogy mekkora magasságkülönbség tekinthető ebből a szempontból jelentősnek, a völgy méretétől, jelentőségétől függ. Kisebb völgyeknél már néhány méteres tereplépcső is elegendő a függővölgy-jelleg kialakulásához, míg alpi környezetben, ahol tipikusan nagyobb a relief, csak több tíz méteres meredek fal megléte esetén soroljuk a mellékvölgyet ebbe a kategóriába.

## Kialakulása
A függővölgyek kialakulása általában valamilyen erózióbázis-csökkenés következménye. 
A legnagyobb függővölgyek a gleccserek elolvadása után maradó U alakú völgyek mellékvölgyei. Itt a szintkülönbség akár több száz méter is lehet, és igen gyakran látványos vízesésekkel csatlakoznak a fővölgy vízhálózatához.
Kisebb függővölgyek kialakulhatnak földrengések következtében létrejövő függőleges talajelmozdulás következtében, de ezek általában földtani szempontból igen rövid életűek, mivel az erózió következtében a völgy felső része gyorsan hátravágódik, ezzel kiegyenlíteni igyekszik a völgylejtést.
Kialakulhat függővölgy folyamatos tektonikus mozgás következtében is (ez esetben az előző kategória továbbéléséről van szó), amikor a tektonikus mozgás sebessége olyan gyors, hogy lépést tud tartani az erózió okozta bevágódással.
Egy további ok lehet függővölgy kialakulása egy nagyobb víztömeg vízszintjének hirtelen csökkenése, a víztömeg lecsapolódása vagy kiszáradása. Ez esetben a tóba, tengerbe az eredeti vízszintnek megfelelően befolyó mellékvíz szintje hirtelen relatíve az új vízszint fölé kerül, emiatt alakul ki a függővölgy.
A fenti okok kombinációja játszik szerepet a fjordokba torkolló függővölgyek kialakulásában. Itt a fjordot magát a szárazföldi jégtakaró gleccsere vájta ki, amely a jég elolvadása után tengervízzel telt meg, a szárazföld pedig emelkedik az elolvadt jég miatt megszűnő terhelés izosztatikus kompenzációja miatt.

## Példák

### Néhány világviszonylatban jelentős függővölgy
- Bridalveil Fall völgye a Yosemite Nemzeti Parkban

- Ramnefjellsfossen (Norvégia), a fővölgyből elolvadt jég helyén alakult ki, teljes magassága 818 m.

- Tugela-vízesés a dél-afrikai Royal Natal Nemzeti Parkban.

### Magyarországi példák
- a Visegrádi-hegységben az Ördögmalom-vízesésnél becsatlakozó kisebb völgyek és a Kékkúti-völgy
- Kisebb függővölgyet képez a Balatonkenese területén a Kenesei-magaspartba vágódó Macskatorok. Eredeti magassága a Székesfehérvár–Tapolca-vasútvonal építése miatti emberi beavatkozás miatt nem állapítható meg, kb. 10-15 méter lehetett. Kialakulásának valószínű oka Balaton vízszintváltozása.